# Джейхокер

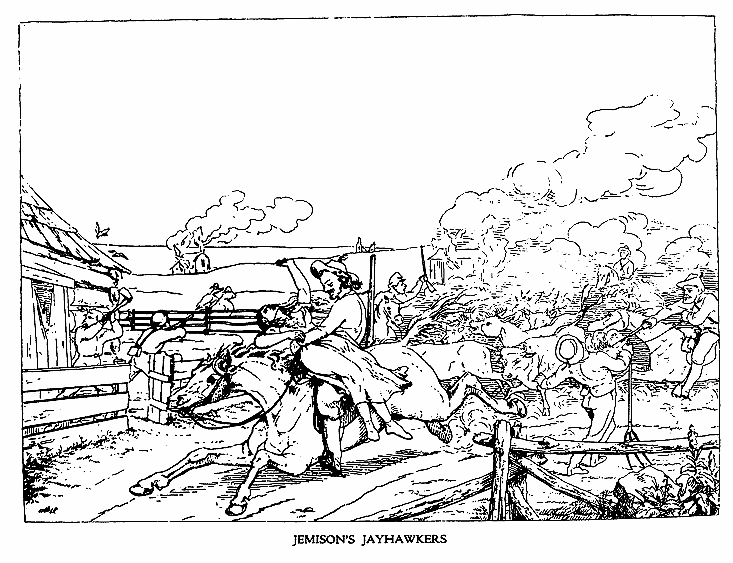
Адальберт Джон Волк «Джейхокеры Джемисона» (1863)

Джейхокер (англ. jayhawker) — термин, который распространился на территории Канзас во время гражданской войны 1854—1858 годов, и использовавшийся в отношении воинствующих банд противников рабства.

## История
Этимология названия связана с именем птицы джейхок (англ. jayhawk) — ястреба, который охотится на сойку. Установлено, что впервые термин был принят в качестве самоназвания группой эмигрантов из Иллинойса, направлявшихся в Калифорнию в 1849 году и застрявших в Долине Смерти.
Широкое распространение термин получил в 1858 года в годы Гражданской войны в Канзасе, когда он стал использоваться в отношении вооруженных формирований — противников рабства (первоначально так же назывались и его сторонники). С началом Гражданской войны в США термин «джейхокер» стал использоваться в отношении партизан в составе канзасского ополчения, сторонников свободных штатов, участвовавших в карательных операциях против гражданского населения западного Миссури. По мере продолжения войны термин «джейхокер» стал использоваться конфедератами как уничижительный термин для любых войск из Канзаса. При этом в ряде штатов этот термин имел свои отличительные особенности. В Арканзасе эон использовался как эпитет для любого мародера, грабителя или вора, независимо от принадлежности к Союзу или Конфедерации. В Луизиане этот термин использовался для описания партизан, выступающих против Конфедерации, а в Техасе — в отношении банд уклонистов и дезертиров.
В 1877 году в четвёртом издании «Словаря американизмов» Бертлетта термин «джейхокер» описан как жаргонное название вооруженного человека, разгуливающего на западе США. После Гражданской войны слово «джейхокер» стало синонимом жителей Канзаса или любого, кто родился в Канзасе. Сегодня модифицированная версия термина «джейхок» (англ. jayhawk) используется как прозвище уроженца Канзана.